# Netos da Rainha Vitória e do Príncipe Alberto
Esta é uma lista dos 42 netos da rainha Vitória do Reino Unido (1819–1901, rainha desde 1837, casada em 1840) e do seu marido, o príncipe Alberto de Saxe-Coburgo-Gota (príncipe consorte, 1819–1861), sendo que cada um deles era irmão ou primo direito de todos os outros. Também inclui uma lista dos 9 filhos e 87 bisnetos, assim como os cônjuges dos filhos e netos que se casaram.

## Resumo
Vitória e Alberto tiveram 20 netos e 22 netas dos quais dois (os filhos mais novos do príncipe Alfredo e da princesa Helena) nasceram mortos, e outros dois (o príncipe Alexandre de Gales e o príncipe Haroldo de Schleswig-Holstein) morreram pouco tempo depois de nascerem. O primeiro neto do casal foi o futuro Rei da Prússia, o rei Guilherme II, que nasceu, filho da filha mais velha deles, a princesa Vitória, a 27 de janeiro de 1859; e o mais novo era o príncipe Maurício de Battenberg, nascido a 3 de outubro de 1891 e filho da princesa Beatriz (1857–1944), que foi também a filha mais nova e a última a morrer. A última neta da rainha Vitória e do príncipe Alberto a morrer (quase no aniversário dos oitenta anos da morte da rainha Vitória) foi a princesa Alice de Albany (25 de fevereiro de 1883 - 3 de janeiro de 1981).
Tal como Vitória e Alberto partilhavam um avô, Francisco, Duque de Saxe-Coburgo-Saalfeld, também dois pares dos seus netos se casaram entre si. Em 1888, a princesa Irene de Hesse e Reno, que era filha da segunda filha de Vitória, a princesa Alice, casou-se com o príncipe Henrique da Prússia, filho da filha mais velha, Vitória. Outro filho de Alice, o grão-duque Ernesto Luís de Hesse e Reno, casou-se com a princesa Vitória Melita, filha do irmão de Alice, o príncipe Alfredo, em 1894, mas os dois acabariam por se divorciar em 1901.

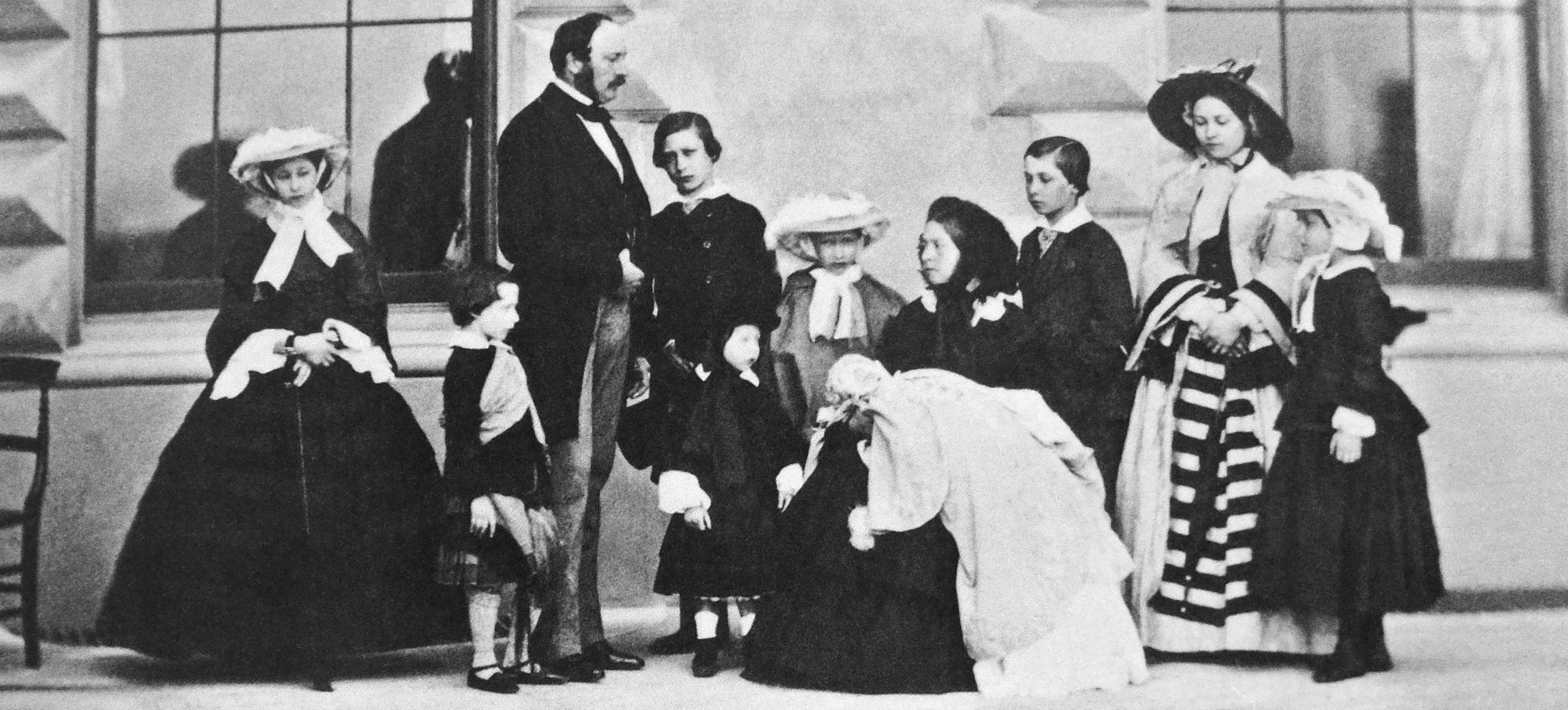
Da esqueda para a direitaː Alice, Artur, o Príncipe Consorte, o príncipe Eduardo, Leopoldo (em frente ao príncipe Eduardo), Luísa, a rainha Vitória com a princesa Beatriz no colo, Alfredo, a princesa Vitória e a princesa Helena (1857).

O príncipe Alberto (26 de agosto de 1819 – 14 de dezembro de 1861), só viveu tempo suficiente para testemunhar o casamento de uma das suas filhas (a Princesa Real) e o nascimento de dois netos (Guilherme II, 1859–1941, e a sua irmã, a princesa Carlota da Prússia, 1860–1919), enquanto que a rainha Vitória (24 de maio de 1819 – 22 de janeiro de 1901) viveu tempo suficiente para conhecer não só todos os seus netos, mas também muitos dos seus 87 bisnetos. Dois dos 56 bisnetos de Vitória nasceram mortos, dois morreram pouco depois de nascer e uma das suas 31 netas nasceu fora do casamento.
Além de ter dado o primeiro neto aos seus pais, Vitória, Princesa Real do Reino Unido, e filha mais velha de Vitória e Alberto (21 de novembro de 1840 - 5 de agosto de 1901), conhecida como "Vicky", foi também a primeira a ser avó em 1879, com o nascimento da princesa Feodora de Saxe-Meiningen, que era filha da princesa Carlota (a primeira neta da rainha Vitória). Foi também avó da última bisneta da rainha Vitória a morrer, a lady Catarina Brandram (4 de maio de 1913 – 2 de outubro de 2007), filha da quarta filha de Vicky, a rainha Sofia da Grécia. Após a morte de lady Catarina em 2007, o único bisneto ainda vivo da rainha Vitória passou a ser o conde Carlos João Bernadotte de Wisborg (31 de outubro de 1916 – 5 de maio de 2012), filho de Margarida, Princesa herdeira da Suécia, por sua vez filha do terceiro filho de Vitória e Alberto, o príncipe Artur, Duque de Connaught e Strathearn.
A morte do conde Carlos João Bernardotte marcou o final de uma geração da realeza que começou em 1879 com o nascimento da princesa Feodora e incluiu dois reis do Reino Unido (Eduardo VIII e Jorge VI, um rei da Noruega (Olavo V), um rei da Roménia (Carlos II), três reis da Grécia (Jorge II, Alexandre e Paulo) e ainda seis vítimas não coroadas de assassinatos políticos (o conde Mountbatten da Burma, último vice-rei da Índia, o czarevich Alexei e as suas quatro irmãs, Olga, Tatiana, Maria e Anastásia).
Antes de morrer em 1901, a rainha Vitória testemunhou as mortes de três dos seus filhos (a princesa Alice em dezembro de 1878, o príncipe Leopoldo em março de 1884, e o príncipe Alfredo em julho de 1900). Pouco depois da sua morte, em agosto de 1901, morreu também a sua filha mais velha, a princesa Vitória. Além dos quatro meninos que morreram ainda bebés, a rainha Vitória viveu mais do que sete dos seus netosː
- O príncipe Sigismundo da Prússia (1864–1866) que morreu de meningite.
- O príncipe Frederico de Hesse e Reno (1869–1873), que sofria de hemofilia e morreu algumas horas depois de cair da janela do quarto da mãe.
- A princesa Maria de Hesse e Reno (1874–1878) que morreu de difteria.
- O príncipe Valdemar da Prússia (1868–1879) que também morreu de difteria.
- O príncipe Alberto Vitor, Duque de Clarence e Avondale (1864–1892) que morreu de gripe.
- O príncipe Alfredo de Edimburgo (1874–1899) que se suicidou com um revólver.
- O príncipe Cristiano Vitor de Schleswig-Holstein (1867–1900) que morreu de malária enquanto prestava serviço militar na África do Sul durante a Segunda Guerra dos Bôeres.

## Vitória, Alberto e os seus filhos

### Antepassados da rainha Vitória e do príncipe Alberto
A rainha Vitória e o príncipe Alberto tinham um casal de avós em comum, Francisco, Duque de Saxe-Coburgo-Saalfeld e Augusta Reuss-Ebersdorf, que eram os pais tanto do pai de Alberto, Ernesto I, Duque de Saxe-Coburgo-Gota, como da mãe de Vitória (e irmã de Ernesto), a princesa Vitória de Saxe-Coburgo-Saalfeld.
Duque Francisco→ Duque Ernesto I → Príncipe Alberto
Duque Francisco → Princesa Vitória → Rainha Vitória
O outro casal de avós de Vitória (mas não de Alberto) eram o rei Jorge III e a rainha consorte Carlota de Mecklemburgo-Strelitz, que eram os pais do pai de Vitória, Eduardo, Duque de Kent e Strathearn, e dos seus quatorze irmãos, entre eles os reis Jorge IV e Guilherme IV.

### Casamento de Vitória e Alberto
A rainha Vitória (que subiu ao trono a 20 de junho de 1837 e foi coroada a 28 de junho de 1838) casou-se com o príncipe Alberto a 10 de fevereiro de 1840 em uma cerimônia realizada por William Howley, o Arcebispo da Cantuária, na capela real do Palácio de St. James em Westminster, Londres. O príncipe Alberto morreu catorze anos e meio antes de Vitória ser proclamada Imperatriz da Índia a 1 de maio de 1876.
| O casamento da rainha Vitória e do príncipe Alberto |                                                                                         |                                                        |                                                      | |
|                                                     | Nome                                                                                    | Nascimento                                             | Morte                                                | Casamento e filhos |
|                                                     | Vitória, Rainha do Reino Unido da Grã-Bretanha e da Irlanda, depois Imperatriz da Índia | 24 de maio de 1819 Palácio de Kensington, Londres      | 22 de janeiro de 1901 Osborne House, Ilha de Wight   | Casou-se a 10 de fevereiro de 1840 no Palácio de St. James, Westminster, Londres 4 filhos, 5 filhas (incluindo o rei Eduardo VII e a rainha consorte Vitória da Prússia); 20 netos (dos quais 2 nasceram mortos), 22 netas (incluindo o rei Jorge V do Reino Unido, o rei Guilherme II da Prússia, a czarina consorte da Rússia Alexandra Feodorovna, a primeira esposa do rei Gustavo VI Adolfo da Suécia, a princesa Margarida de Connaught, Duquesa de Escânia, e as rainhas consortes Maud, Rainha Consorte da Noruega, Sofia, Rainha Consorte da Grécia, Maria de Edimburgo, Rainha Consorte da Romênia e Vitória Eugênia, Rainha Consorte da Espanha.) |
|                                                     | Príncipe Alberto de Saxe-Coburgo-Gota (O príncipe consorte)                             | 26 de agosto de 1819 Palácio Rosenau, Coburgo Alemanha | 14 de dezembro de 1861 Castelo de Windsor, Berkshire | Casou-se a 10 de fevereiro de 1840 no Palácio de St. James, Westminster, Londres 4 filhos, 5 filhas (incluindo o rei Eduardo VII e a rainha consorte Vitória da Prússia); 20 netos (dos quais 2 nasceram mortos), 22 netas (incluindo o rei Jorge V do Reino Unido, o rei Guilherme II da Prússia, a czarina consorte da Rússia Alexandra Feodorovna, a primeira esposa do rei Gustavo VI Adolfo da Suécia, a princesa Margarida de Connaught, Duquesa de Escânia, e as rainhas consortes Maud, Rainha Consorte da Noruega, Sofia, Rainha Consorte da Grécia, Maria de Edimburgo, Rainha Consorte da Romênia e Vitória Eugênia, Rainha Consorte da Espanha.) |

### Filhos da rainha Vitória e do príncipe Alberto
Por vezes, a rainha Vitória tinha uma relação difícil com os seus filhos. Tinha dificuldade em relacionar-se com os seus filhos quando eles eram mais novos, provavelmente devido ao fato de ter vivido uma infância isolada. Ocasionalmente, também se ressentia pelo fato destes interferirem com o tempo que ela teria preferido passar a sós com Alberto. Tanto Vitória como Alberto tinham os seus filhos favoritos e, infelizmente, não faziam muito por esconder o seu favoritismo. Vicky e Alfredo eram os filhos favoritos de Alberto, enquanto que Artur tinha uma ótima relação com ambos os pais. Inicialmente, Vitória tinha ciúmes do tempo que Alberto passava com Vicky, mas, depois de ficar viúva, Vicky tornou-se uma espécie de confidente da mãe, e as duas trocaram centenas de cartas ao longo dos anos em que Vicky viveu no Reino da Prússia, cartas essas que acabariam por ser retiradas em segredo da Prússia com a ajuda de sir Frederick Ponsonby pouco antes da morte de Vicky. Entre todos os seus filhos, Vitória teve mais problemas com o mais velho, o príncipe Eduardo, e com o mais novo, o príncipe Leopoldo. Entre as suas filhas, Vitória tinha mais confrontos com Luísa. Também tinha uma relação turbulenta com a sua filha, Alice, que, ao mesmo tempo, elogiava pela sua sensibilidade e criticava por ser demasiado melancólica e pensativa. Depois se ficar viúva, a rainha Vitória tinha esperança que a sua filha Beatriz, que tinha apenas quatro anos quando o pai morreu, ficasse solteira e a viver consigo, por isso, quando ela se quis casar, a rainha Vitória só lhe deu permissão com a condição de que tanto ela e o marido teriam de viver em Inglaterra.
|  | Nome                                   | Nascimento             | Morte                  | Consorte (datas de nascimento e morte) filhos |
|  | Vitória, Princesa Real                 | 21 de novembro de 1840 | 5 de agosto de 1901    | Casada em 1858 (25 de janeiro), Frederico III da Prússia (1831–1888), com descendência (Guilherme II da Alemanha, Carlota, Henrique, Segismundo, Vitória, Waldemar, Sofia e Margarida) |
|  | Eduardo VII                            | 9 de novembro de 1841  | 6 de maio de 1910      | Casado em 1863 (10 de março), Alexandra da Dinamarca (1844–1925); com descendência (Alberto Vitor, Jorge V, Luísa, Vitória, Maud e Alexandre João)                                     |
|  | Alice do Reino Unido                   | 25 de abril de 1843    | 14 de dezembro de 1878 | Casada em 1862 (1 de julho), Luís IV, Grão-Duque de Hesse e Reno; com descendência (Vitória, Isabel, Irene, Ernesto, Frederico, Alice e Maria)                                         |
|  | Alfredo, Duque de Saxe-Coburgo-Gota    | 6 de agosto de 1844    | 31 de julho de 1900    | Casado em 1874 (23 de janeiro), Maria Alexandrovna da Rússia; com descendência (Alfredo, Maria, Vitória Melita, Alexandra e Beatriz)                                                   |
|  | Helena do Reino Unido                  | 25 de maio de 1846     | 9 de junho de 1923     | Casada em 1866 (5 de julho), Cristiano de Schleswig-Holstein; com descendência (Cristiano Victor, Alberto, Helena Vitória, Maria Luísa e Haroldo)                                      |
|  | Luísa do Reino Unido                   | 18 de março de 1848    | 3 de dezembro de 1939  | Casada em 1871 (21 de março), John Campbell, 9.º Duque de Argyll; sem descendência |
|  | Artur, Duque de Connaught e Strathearn | 1 de maio de 1850      | 16 de janeiro de 1942  | Casado em 1879 (13 de março), Luísa Margarida da Prússia (1860–1917); com descendência (Margarida, Artur e Patrícia).                                                                  |
|  | Leopoldo, Duque de Albany              | 7 de abril de 1853     | 28 de março 1884       | Casado em 1882 (27 de abril), Helena de Waldeck e Pyrmont; com descendência (Alice de Albany e Carlos Eduardo).                                                                        |
|  | Beatriz do Reino Unido                 | 14 de abril de 1857    | 26 de outubro de 1944  | Casada em 1885 (23 de julho), Henrique de Battenberg; com descendência (Alexandre, Vitória Eugênia, Leopoldo e Maurício).                                                              |

## Filhos e netos da rainha Vitória e do príncipe Alberto

### Vitória, Princesa Real
A filha mais velha da rainha Vitória e do príncipe Alberto, a princesa Vitória, a quem chamavam "Vicky" nasceu a 21 de novembro de 1840 e morreu a 5 de agosto de 1901, seis meses depois da morte da mãe, em janeiro.  A 25 de janeiro de 1858, casou-se com o príncipe Frederico da Alemanha (1831–1888; príncipe-herdeiro a partir de 1861, imperador da Alemanha entre março e junho de 1888). Tiveram oito filhos e vinte-e-três netos.
Vitória não só foi a primeira filha do casal como também foi a primeira a dar-lhes um neto (o futuro imperador Guilherme II, 27 de janeiro de 1859 – 4 de junho de 1941) e foi também avó da primeira dos 87 bisnetos da rainha a nascer, a princesa Feodora de Saxe-Meiningen (19 de maio de 1879 – 26 de agosto de 1945), filha da princesa Carlota, e também da última das 29 bisnetas a morrer, Catarina (4 de maio de 1913 – 2 de outubro de 2007), filha da princesa Sofia.
Tanto o imperador Guilherme II da Alemanha como o rei de Inglaterra, Jorge V (filho do irmão mais novo de Vitória, Eduardo VII) eram netos da rainha Vitória, assim como a czarina Alexandra, filha da princesa Alice e esposa do czar Nicolau II.
Rainha Vitória → Princesa Vitória → Guilherme II da Alemanha
Rainha Vitória → Eduardo VII → Jorge V

Rainha Vitória → Princesa Alice → Imperatriz Alexandra
| O casamento de Vitória, Princesa Real do Reino Unido e do príncipe Frederico | |                                                                   |                                                               | |
|                                                                              | Nome                                                                                                 | Nascimento                                                        | Morte                                                         | Notas |
|                                                                              | Vitória, a Princesa Real                                                                             | 21 de novembro de 1840 Palácio de Buckingham, Westminster Londres | 5 de agosto de 1901 Friedrichshof, Potsdam, Prússia, Alemanha | Casaram-se a 25 de janeiro de 1858 no Palácio de St. James, Westminster Londres. 4 filhos, 4 filhas (incluindo o imperador Guilherme II da Alemanha e a rainha Sofia da Grécia); 18 netos, 5 netas (incluindo os reis Jorge II, Alexandre I e Paulo da Grécia e a rainha Helena da Roménia) O príncipe-herdeiro Frederico sucedeu ao seu pai Guilherme I da Alemanha a 9 de março de 1888, mas morreu em junho. |
|                                                                              | Príncipe-herdeiro Frederico da Prússia, depois Frederico III, Imperador da Alemanha e Rei da Prússia | 18 outubro 1831 Potsdam, Prússia                                  | 15 junho 1888 Potsdam, Prússia                                | Casaram-se a 25 de janeiro de 1858 no Palácio de St. James, Westminster Londres. 4 filhos, 4 filhas (incluindo o imperador Guilherme II da Alemanha e a rainha Sofia da Grécia); 18 netos, 5 netas (incluindo os reis Jorge II, Alexandre I e Paulo da Grécia e a rainha Helena da Roménia) O príncipe-herdeiro Frederico sucedeu ao seu pai Guilherme I da Alemanha a 9 de março de 1888, mas morreu em junho. |

#### Filhos da princesa real e do príncipe-herdeiro Frederico da Prússia
O retrato abaixo mostra a princesa real com o seu marido Frederico e com os primeiros dois netos da rainha Vitória e do príncipe Alberto, o futuro Kaiser Guilherme II (1859–1941) e a Princesa Carlota (1860–1919), que foram os únicos que nasceram enquanto Alberto ainda estava vivo.
| Foto | Nome                                                                            | Nascimento                              | Morte                                                        | Notas |
| --- | ------------------------------------------------------------------------------- | --------------------------------------- | ------------------------------------------------------------ | --- |
| | Príncipe Guilherme, depois Guilherme II, Imperador da Alemanha e Rei da Prússia | 27 de janeiro de 1859 Berlim, Prússia   | 3 de junho de 1941 Doorn, Países Baixos                      | Reinou entre 15 de junho de 1888 e 9 de novembro de 1918 (abdicou) |
| Casou-se (1) em 1881, com a princesa Augusta Vitória de Schleswig-Holstein-Sonderburg-Augustenburg (1858–1921) de quem teve descendentes (6 filhos, 1 filha): Guilherme, Príncipe Herdeiro da Alemanha (1882–1951), Eitel Frederico da Prússia (1883–1942), Adalberto da Prússia (1884–1948), Augusto Guilherme da Prússia (1887–1949), Óscar da Prússia (1888–1958), Joaquim da Prússia (1890–1920) and Vitória Luísa da Prússia (1892–1980) | Príncipe Guilherme, depois Guilherme II, Imperador da Alemanha e Rei da Prússia | 27 de janeiro de 1859 Berlim, Prússia   | 3 de junho de 1941 Doorn, Países Baixos                      | |
| Casou-se (2) em 1922 com a princesa Hermínia Reuss de Greiz (1887–1947), sem descendência. | Príncipe Guilherme, depois Guilherme II, Imperador da Alemanha e Rei da Prússia | 27 de janeiro de 1859 Berlim, Prússia   | 3 de junho de 1941 Doorn, Países Baixos                      | |
| | Carlota da Prússia (1860–1919)                                                  | 24 de julho de 1860 Potsdam, Prússia    | 19 de outubro de 1919 Baden-Baden, República Alemã           | Casou-se em 1878 com Bernardo III de Saxe-Meiningen, (1851–1928), depois duque Bernardo III (1914–1918), de quem teve 1 filha: Feodora de Saxe-Meiningen (19 de maio de 1879 – 26 de agosto de 1945), — A primeira bisneta da rainha Vitória. Testes realizados recentemente mostraram que tanto Carlota como a sua filha Feodora sofriam de porfiria, uma doença que o seu antepassado, o rei Jorge III do Reino Unido também sofria. |
| | Henrique da Prússia                                                             | 14 de agosto de 1862 Potsdam, Prússia   | 20 april 1929 Hemmelmark, República Alemã                    | Casou-se em 1888 com a princesa Irene de Hesse e Reno (1866–1953), filha da sua tia, a princesa Alice do Reino Unido (ver abaixo) de quem teve 3 filhos: Valdemar da Prússia (1889–1945), Segismundo da Prússia (1896–1978) e Henrique da Prússia (1900–1904). |
| | Segismundo da Prússia                                                           | 15 de setembro de 1864 Potsdam, Prússia | 18 de junho de 1866 Potsdam, Prússia                         | Morreu com poucos meses de idade de meningite. |
| | Vitória da Prússia                                                              | 12 de abril de 1866 Potsdam, Prússia    | 13 de novembro de 1929 Bonn, República Alemã                 | Casou-se (1) em 1890 com o príncipe Adolfo de Schaumburg-Lippe (1859–1917), sem descendência |
| Casou-se (2) em 1927 com Alexander Zoubkoff, sem descendência. | Vitória da Prússia                                                              | 12 de abril de 1866 Potsdam, Prússia    | 13 de novembro de 1929 Bonn, República Alemã                 | |
| | Valdemar da Prússia                                                             | 10 de fevereiro de 1868 Berlin, Prússia | 27 de março de 1879 Potsdam, Prússia                         | Morreu novo de difteria. |
| | Sofia da Prússia, depois Rainha da Grécia                                       | 14 de junho de 1870 Berlim, Prússia     | 13 de janeiro de 1932 Frankfurt am Main, República Alemã     | Casou-se em 1889 com o rei Constantino I da Grécia (1868–1923) de quem teve 3 filhos e 3 filhas: Jorge II da Grécia (1890–1947), Alexandre da Grécia (1893–1920), pai da princesa Alexandra da Grécia e Dinamarca, depois rainha Alexandra da Jugoslávia Helena da Grécia e Dinamarca (1896–1982), depois rainha da Roménia e mãe do rei Miguel I da Roménia, Paulo da Grécia (1901–1964), pai do rei Constantino II da Grécia e da rainha Sofia de Espanha Irene da Grécia e Dinamarca (1904–1974), e Catarina da Grécia e Dinamarca (1913–2007). |
| | Margarida da Prússia, depois Rainha da Finlândia                                | 22 de abril de 1872 Potsdam, Prússia    | 22 de janeiro de 1954 Kronberg im Taunus, Alemanha Ocidental | Casou-se em 1893 com o príncipe Frederico Carlos de Hesse (1868–1940), depois Rei da Finlândia (outubro-dezembro de 1918), de quem teve 6 filhos: Frederico Guilherme de Hesse (1893–1916), Maximiliano de Hesse (1894–1914), Filipe, Conde de Hesse-Cassel (1896–1980) e Wolfgang, Príncipe Herdeiro da Finlândia (1896–1989) (gémeos), Cristovão de Hesse (1901–1943) e Ricardo de Hesse (1901–1969) (gêmeos). |

### Eduardo VII
O príncipe Alberto Eduardo (1841–1910), depois príncipe de Gales, casou-se com a princesa Alexandra da Dinamarca (1844–1925), depois rainha Alexandra do Reino Unido, a 10 de março de 1863. Tiveram três filhos (um dos quais morreu com apenas um dia de idade), três filhas, sete netos (um dos quais nado-morto) e três netas. O príncipe de Gales tornou-se rei Eduardo VII e Imperador da Índia após a morte da sua mãe, a rainha Vitória a 22 de janeiro de 1901.
O filho de Eduardo e Alexandra, o rei Jorge V (que reinou entre 1910 e 1936) foi pai dos reis Eduardo VIII (que reinou em 1936) e Jorge VI (1936–1952), e avô da falecida rainha e  bisavô do atual rei Charles (2022 -)III Isabel II (que subiu ao trono em fevereiro de 1952-2022) e da sua irmã, a princesa Margarida, Condessa de Snowdon (1930–2002). Uma vez que eram as únicas filhas de Jorge VI e de Isabel Bowes-Lyon (a rainha-mãe, 1900–2002), Isabel e Margarida eram, assim, bisnetas do rei Eduardo VII, trinetas da rainha Vitória e pentanetas do rei Jorge III.
Jorge III → Eduardo, Duque de Kent → Rainha Vitória → Eduardo VII → Jorge V → Jorge VI → Isabe lII - Charles III
Uma das filhas de Eduardo e Alexandra, a princesa Maud de Gales tornou-se rainha da Noruega quando o seu marido, o príncipe Carlos da Dinamarca, se tornou no rei Haakon VII (1905–1957) após a dissolução da união da Noruega com a Suécia em 1905. O seu filho, e neto de Eduardo VII, o rei Olavo V (1957–1991); e os filhos de Olav, o rei Haroldo V (desde 1991), a princesa Ragnhild e a princesa Astrid, são, assim, bisnetos do rei Eduardo VII e trinetos da rainha Vitória e do príncipe Alberto.
Rainha Vitória → Eduardo VII → Maud de Gales → Olavo V → Haroldo V
| Casamento de Eduardo, Príncipe de Gales, e da princesa Alexandra da Dinamarca | |                                                                                              |                                                               | |
|                                                                               | Nome | Nascimento                                                                                   | Morto                                                         | Casamento e filhos |
|                                                                               | Príncipe Alberto Eduardo, Príncipe de Gales, depois rei Eduardo VII do Reino Unido e Imperador da Índia | 9 de novembro de 1841 Palácio de Buckingham, Westminster Londres                             | 6 de maio de 1910 Palácio de Buckingham, Westminster Londres  | Casados a 10 de março de 1863 na Capela de St. George, no Castelo de Windsor. 3 filhos, 3 filhas (incluindo o rei Jorge V do Reino Unido e Maud, Rainha da Noruega); 7 netos, 3 netas (incluindo os reis Eduardo VIII do Reino Unido e Jorge VI do Reino Unido, e o rei Olavo V da Noruega) Eduardo subiu ao trono após a morte da sua mãe Vitória a 22 de janeiro de 1901. Foi coroado juntamente com a sua esposa Alexandra a 9 de agosto de 1902 na Abadia de Westminster, Londres, numa cerimónia conduzida por Frederick Temple, o Arcebispo da Cantuária |
|                                                                               | Princesa Alexandra da Dinamarca depois rainha Alexandra do Reino Unido e Imperatriz da Índia            | 1 de dezembro de 1844 Palácio Amarelo, perto do Palácio de Amalienborg, Copenhaga, Dinamarca | 20 de novembro de 1925 Sandringham House, Norfolk, Inglaterra | Casados a 10 de março de 1863 na Capela de St. George, no Castelo de Windsor. 3 filhos, 3 filhas (incluindo o rei Jorge V do Reino Unido e Maud, Rainha da Noruega); 7 netos, 3 netas (incluindo os reis Eduardo VIII do Reino Unido e Jorge VI do Reino Unido, e o rei Olavo V da Noruega) Eduardo subiu ao trono após a morte da sua mãe Vitória a 22 de janeiro de 1901. Foi coroado juntamente com a sua esposa Alexandra a 9 de agosto de 1902 na Abadia de Westminster, Londres, numa cerimónia conduzida por Frederick Temple, o Arcebispo da Cantuária |

#### Filhos do rei Eduardo VII e da rainha Alexandra
|  | Nome                                                             | Nascimento                                         | Morte                                            | Notas |
|  | ---------------------------------------------------------------- | -------------------------------------------------- | ------------------------------------------------ | --- |
|  | Príncipe Alberto Vítor                                           | 8 de janeiro de 1864 Frogmore House, Windsor       | 14 de janeiro de 1892 Sandringham House, Norfolk | Recebeu o título de Duque de Clarence e Avondale em 1890; morreu de gripe pouco depois de completar 28 anos de idade. Ficou noivo da sua prima, a princesa Maria de Teck em 1891. |
|  | Príncipe Jorge, Príncipe de Gales, depois Jorge V do Reino Unido | 3 de junho de 1865 Marlborough House, Londres      | 20 de janeiro de 1936 Sandringham House, Norfolk | Reinou entre 6 de maio de 1910 e 20 de janeiro de 1936; casou-se em 1893 (6 de julho) com a sua prima, a princesa Maria de Teck, (26 de maio de 1867 – 24 de março de 1953), depois rainha Maria, de quem teve descendentes (5 filhos, 1 filha): Eduardo, Príncipe de Gales (23 de junho de 1894 – 28 de maio de 1972) — depois rei Eduardo VIII do Reino Unido (20 de janeiro – 11 de dezembro de 1936), — depois príncipe Eduardo, Duque de Windsor (8 de março de 1937), Príncipe Alberto, Duque de Iorque (14 de dezembro de 1895 – 6 de fevereiro de 1952) — depois rei Jorge VI do Reino Unido (11 de dezembro de 1936) e pai da rainha Isabel II do Reino Unido (nascida a 21 de abril de 1926, subiu ao trono a 6 de fevereiro de 1952, coroada a 2 de junho de 1953), Maria, Princesa Real (25 de abril de 1897 – 28 de março de 1965), — depois Condessa de Harewood Henrique, Duque de Gloucester (31 de março de 1900 – 10 de junho de 1974), Marechal-de-campo, Marechal da Força Aérea Real, e Governador-geral da Austrália Jorge, Duque de Kent (20 de dezembro de 1902 – 25 de agosto de 1942, morreu em serviço militar) e João do Reino Unido (12 de julho de 1905 – 19 de janeiro de 1919). |
|  | Princesa Luísa A princesa real                                   | 20 de fevereiro de 1867 Marlborough House, Londres | 4 de janeiro de 1931 Portman Square, Londres     | Casou-se em 1889 com Alexandre Duff, 1.º Duque de Fife (1849–1912) de quem teve descendência (1 filho, 2 filhas): Alastair Duff, Conde de Macduff (nado-morto, 1890), Alexandra, 2ª Duquesa de Fife (1891–1959) e Matilde de Fife (1893–1945). |
|  | Princesa Vitória                                                 | 6 de julho de 1868 Marlborough House, Londres      | 3 de dezembro de 1935 Coppins, Buckinghamshire   | Morreu solteira. |
|  | Princesa Maud de Gales depois Rainha da Noruega                  | 26 de novembro de 1869 Marlborough House, Londres  | 20 de novembro de 1938 Londres                   | Casou-se em 1896 com o príncipe Carlos da Dinamarca (1872–1957), — depois rei Haakon VII da Noruega (1905–1957) de quem teve descendentes (1 filho): Príncipe Alexandre (1903–1991), — depois príncipe-herdeiro e rei Olavo V da Noruega (1957–1991). |
|  | Príncipe Alexandre João de Gales                                 | 6 de abril de 1871 Sandringham House, Norfolk      | 7 de abril de 1871 Sandringham House, Norfolk    | Nasceu prematuramente às 2:45, e morreu 24 horas depois. Foi baptizado numa cerimónia privada pelo reverendo W. Lake Onslow na noite em que nasceu. Na cerimónia estiveram presentes o príncipe e a princesa de Gales, uma dama-de-companhia e um médico que tinha estado presente no nascimento. |

### Princesa Alice
A princesa Alice do Reino Unido (1843–1878) casou-se com o príncipe Luís de Hesse-Darmstadt (1837–1892), depois grão-duque Luís IV de Hesse, a 1 de julho de 1862. Tiveram dois filhos (um dos quais, "Frittie", o príncipe Frederico de Hesse, era hemofílico e morreu devido a uma hemorragia que sofreu depois de cair da janela do quarto da mãe), cinco filhas (uma das quais morreu de difteria) e 15 netos (dois dos quais morreram na infância). O príncipe Luís sucedeu como grão-duque de Hesse a 13 de julho de 1877, data em que Alice se tornou grã-duquesa de Hesse.
A filha mais velha de Alice e Luís, a princesa Vitória de Hesse-Darmstadt, casou-se com o príncipe Luís de Battenberg e era mãe da princesa Alice de Battenberg (1885–1969), que se tornou princesa da Dinamarca quando se casou com o príncipe André da Grécia e Dinamarca a 6 de outubro de 1903. A princesa Alice foi, por sua vez, mãe do príncipe Filipe, Duque de Edimburgo o falecido príncipe-consorte do Reino Unido e marido da rainha Isabel II. A princesa Vitória era também mãe da rainha Luísa da Suécia.
Rainha Vitória → Princesa Alice → Princesa Vitória de Hesse → Princesa Alice da Grécia e Dinamarca → Filipe, Duque de Edimburgo 
A segunda filha de Alice e Luís, a princesa Isabel de Hesse-Darmstadt, casou-se em 1884, com o grão-duque Sérgio Alexandrovich, quinto filho do czar Alexandre II e da czarina Maria Alexandrovna, e irmão mais novo do czar Alexandre III. Não tiveram filhos. Quando Sérgio foi assassinado em 1905, Isabel tornou-se freira poucos anos depois e acabaria por ser assassinada pelos bolcheviques a 18 de julho de 1918. Foi canonizada pela Igreja Ortodoxa Russa no exterior em 1981 e em 1992 pelo Patriarcado de Moscovo.
O príncipe Ernesto Luís tornou-se Grão-Duque de Hesse após a morte do pai 1892. Casou-se com a sua prima direta, a princesa Vitória Melita de Saxe-Coburgo-Gota em 1894 e teve uma filha, a princesa Isabel de Hesse que morreu de febre tifoide aos oito anos de idade. O casal divorciou-se a 21 de dezembro de 1901. O grão-duque casou-se pela segunda vez com a condessa Leonor de Solms-Hohensolms-Lich (1871–1947), e teve dois filhos: Jorge Donatus, Grão-Duque Herdeiro de Hesse, que se casou com a princesa Cecília da Grécia, uma irmã do príncipe Filipe, Duque de Edimburgo de quem teve filhos, e o príncipe Luís de Hesse.
A princesa Alice de Hesse, a filha mais nova do casal a chegar à idade adulta, tornou-se a última czarina da Rússia graças ao seu casamento com o czar Nicolau II da Rússia em 1894. Juntos, tiveram cinco filhosː quatro meninas, as grã-duquesas Olga, Tatiana, Maria e Anastásia, e um menino, o czarevich Alexei, que era hemofílico. A família imperial da Rússia foi assassinada na cave da Casa Ipatiev. Seriam todos canonizados mais tarde pela Igreja Ortodoxa Russa no ano 2000.
Rainha Vitória → Princesa Alice → Czarina Alexandra Feodorovna da Rússia
| O casamento da princesa Alice e do grão-duque Luís IV de Hesse |                                                            |                                                                |                                                                | |
|                                                                | Nome                                                       | Nascimento                                                     | Morte                                                          | Casamento e filhos |
|                                                                | Alice do Reino Unido                                       | 25 de abril de 1843 Palácio de Buckingham, Londres, Inglaterra | 14 de dezembro de 1878 Novo Palácio, Darmstadt, Hesse Alemanha | Casaram-se numa cerimónia privada a 1 de julho de 1862 (seis meses depois da morte do pai de Alice, Alberto de Saxe-Coburgo-Gota), na sala-de-jantar de Osborne House, East Cowes (Ilha de Wight), Inglaterra 2 filhos, 5 filhas (incluindo Alexandra, a última czarina da Rússia); 9 netos (1 nado-morto), 7 netas (incluindo a rainha Luísa da Suécia e Louis Mountbatten, 1.º Conde Mountbatten da Birmânia, o último vice-rei da Índia) O príncipe Luís tornou-se grão-duque de Hesse a 13 de junho de 1877, menos de dois anos antes da morte da princesa Alice. |
|                                                                | Príncipe Luís de Hesse depois Luís IV, Grão-Duque de Hesse | 12 de setembro de 1837 Darmstadt, Hesse                        | 13 de março de 1892                                            | Casaram-se numa cerimónia privada a 1 de julho de 1862 (seis meses depois da morte do pai de Alice, Alberto de Saxe-Coburgo-Gota), na sala-de-jantar de Osborne House, East Cowes (Ilha de Wight), Inglaterra 2 filhos, 5 filhas (incluindo Alexandra, a última czarina da Rússia); 9 netos (1 nado-morto), 7 netas (incluindo a rainha Luísa da Suécia e Louis Mountbatten, 1.º Conde Mountbatten da Birmânia, o último vice-rei da Índia) O príncipe Luís tornou-se grão-duque de Hesse a 13 de junho de 1877, menos de dois anos antes da morte da princesa Alice. |

#### Filhos da princesa Alice e do grão-duque Luís IV de Hesse
| Foto | Nome                                                                      | Nascimento                                                   | Morte                                                             | Notas |
| --- | ------------------------------------------------------------------------- | ------------------------------------------------------------ | ----------------------------------------------------------------- | --- |
| | Vitória de Hesse e Reno                                                   | 5 de abril de 1863 Castelo de Windsor, Berkshire, Inglaterra | 24 de setembro de 1950 Palácio de Kensington, Londres, Inglaterra | Casou-se em 1884 com Luís de Battenberg (1854–1921), Almirante da Frota, First Sea Lord depois Luís Mountbatten, 1º Marquês de Milford Haven, depois de renunciar aos seus títulos e honras alemães em julho de 1917, de quem teve descendência (2 filhos, 2 filhas): Alice de Battenberg (1885–1969), depois princesa André da Grécia e Dinamarca, e mãe do príncipe Filipe, Duque de Edimburgo Luísa Mountbatten (1889–1965), depois rainha da Suécia e madrasta da rainha Ingrid da Dinamarca Jorge Mountbatten (1892–1938), depois 2.º Marquês de Milford Haven e Luís Mountbatten (1900–1979), depois 1º Conde Mountbatten da Birmânia, Almirante da Frota, último Vice-rei da Índia e First Sea Lord |
| | Isabel de Hesse e do Reno                                                 | 1 de novembro de 1864 Bessungen, Hesse, Alemanha             | 18 de julho de 1918 Alapaevsk, Rússia                             | Casou-se em 1885 com o grão-duque Sérgio Alexandrovich da Rússia (1857–1905), sem descendentes. |
| | Irene de Hesse e Reno                                                     | 11 de julho de 1866 Darmstadt, Hesse, Alemanha               | 11 de novembro de 1953 Hemmelmark, Alemanha                       | Casou-se em 1888 com o príncipe Henrique da Prússia (1862–1929), filho da sua tia, Vitória, princesa-real do Reino Unido e imperatriz da Alemanha (ver acima), de quem teve descendentes (3 filhos): Valdemar da Prússia, Segismundo da Prússia (1896–1978) e Henrique da Prússia. |
| | Ernesto Luís, depois Grão-Duque de Hesse                                  | 25 de novembro de 1868 Darmstadt, Hesse, Alemanha            | 9 de outubro de 1937 Langen, Alemanha                             | Sucedeu como chefe da Casa de Hesse-Darmstadt em 1892. |
| Casou-se (1) em 1894 com a princesa Vitória Melita de Saxe-Coburgo-Gota (1876–1936), filha do seu tio, o príncipe Alfredo da Grã-Bretanha (ver abaixo), de quem teve descendentes (1 filho, 1 filha): Isabel de Hesse (1895–1903) e um filho nado-morto (1901); o casamento acabou em divórcio em 1901. | Ernesto Luís, depois Grão-Duque de Hesse                                  | 25 de novembro de 1868 Darmstadt, Hesse, Alemanha            | 9 de outubro de 1937 Langen, Alemanha                             | |
| Casou-se (2) em 1905 com a princesa Leonor de Solms-Hohensolms-Lich (1871–1937) de quem teve descendentes (2 filhos): Jorge Donatus (1906–1937) e Luís de Hesse (1908–1968). | Ernesto Luís, depois Grão-Duque de Hesse                                  | 25 de novembro de 1868 Darmstadt, Hesse, Alemanha            | 9 de outubro de 1937 Langen, Alemanha                             | |
| | Frederico de Hesse e Reno                                                 | 7 de outubro de 1870 Darmstadt Hesse, Alemanha               | 29 de maio de 1873 Darmstadt Hesse, Alemanha                      | Era hemofílico e morreu de uma hemorragia cerebral que sofreu depois de cair de uma janela. |
| | Alice de Hesse e do Reno, depois imperatriz Alexandra de Todas as Rússias | 6 de junho de 1872 Darmstadt, Hesse, Alemanha                | 17 July 1918 Ecaterimburgo, Rússia                                | Casou-se em 1894 com o czar Nicolau II da Rússia (1868–1918), passou a chamar-se Alexandra Feodorovna, e teve descendentes (1 filho, 4 filhas): Olga Nikolaevna (1895–1918), Tatiana Nikolaevna (1897–1918), Maria Nikolaevna (1899–1918), Anastásia Nikolaevna (1901–1918), Alexei Nikolaevich (1904–1918). A família foi toda assinada na madrugada de 17 de julho em consequência da Revolução de Outubro de 1917 na Rússia. A irmã mais velha de Alexandra, Isabel (ver acima) foi assassinada no dia seguinte. |
| | Maria de Hesse e Reno                                                     | 24 de maio de 1874 Darmstadt, Hesse, Alemanha                | 16 de novembro de 1878 Darmstadt, Hesse, Alemanha                 | Morreu nova de difteria. |

### Príncipe Alfredo, Duque de Edimburgo
O príncipe Alfredo (1844–1900) casou-se com a grã-duquesa Maria Alexandrovna da Rússia (1853–1920), a única filha do czar Alexandre II e da sua primeira esposa, a czarina Maria Alexandrovna, a 23 de janeiro de 1874 no Palácio de Inverno em São Petersburgo. Tiveram dois filhos (um dos quais nado-morto), quatro filhos, dez netos (8 dos quais chegaram à idade adulta) e nove netas.  Em junho de 1893, o príncipe Alfredo tornou-se almirante da frota da Marinha Real Britânica pouco antes de suceder ao seu tio, Ernesto II, como duque de Saxe-Coburgo-Gota em agosto de 1893.
A filha mais velha de Alfredo (e neta da rainha Vitória) a princesa Maria de Edimburgo tornou-se rainha da Romênia em 1914 depois de se casar com o futuro reiFernando em 1893.
- O filho de Maria e Fernando, o futuro rei Carlos II da Romênia (bisneto de Vitória) era pai do rei Miguel da Romênia (um trineto de Vitória);
- a sua filha (e bisneta de Vitória), a princesa Isabel foi casada entre 1922 e 1935 com o rei Jorge II da Grécia (que reinou entre 1923 e 1924 e depois entre 1935 e 1947); e
- a sua filha (e bisneta de Vitória), a princesa Maria casou-se com o rei Alexandre I da Jugoslávia(que reinou entre 1921 e 1934) e foi mãe do reiPedro II (que reinou entre 1934 e 1945, outro trineto da rainha Vitória)

Rainha Vitória → Príncipe Alfredo → Rainha Maria da Roménia → Rei Carlos II → Rei Miguel
Rainha Vitória → Príncipe Alfredo → Rainha Maria da Roménia → Rainha Isabel da Grécia
Rainha Vitória → Príncipe Alfredo → Rainha Maria da Roménia → Rainha Maria da Jugoslávia → Rei Pedro II
| O casamento de Alfredo, Duque de Edimburgo, e da grã-duquesa Maria Alexandrovna da Rússia |                                                                                              |                                                               |                                                        | |
|                                                                                           | Nome                                                                                         | Nascimento                                                    | Morte                                                  | Casamento e filhos |
|                                                                                           | Príncipe Alfredo, depois Duque de Saxe-Coburgo-Gota e Duque de Edimburgo; Almirante da Frota | 6 de agosto de 1844 Castelo de Windsor, Berkshire, Inglaterra | 31 de julho de 1900 Palácio Rosenau, Coburgo, Alemanha | Casaram-se a 23 de janeiro de 1874 no Palácio de Inverno, em São Petersburgo, Rússia; 2 filhos(1 nado-morto), 4 filhas (incluindo Maria, rainha da Roménia) 10 netos (entre os quais 1 nado-morto), 9 netas (incluindo o rei Carlos II da Roménia, a rainha Isabel da Grécia e a rainha Maria da Jugoslávia) O príncipe Alfredo tornou-se duque de Edimburgo a 24 de maio de 1866, e sucedeu como duque de Saxe-Coburgo-Gota a 22 de agosto de 1893, tendo passado a residir nesse ducado até à sua morte em 1900. |
|                                                                                           | Maria Alexandrovna da Rússia, filha do czar Alexandre II da Rússia                           | 17 de outubro de 1853 Tsarskoye Selo, Rússia                  | 24 de outubro de 1920 Zurique, Suíça                   | Casaram-se a 23 de janeiro de 1874 no Palácio de Inverno, em São Petersburgo, Rússia; 2 filhos(1 nado-morto), 4 filhas (incluindo Maria, rainha da Roménia) 10 netos (entre os quais 1 nado-morto), 9 netas (incluindo o rei Carlos II da Roménia, a rainha Isabel da Grécia e a rainha Maria da Jugoslávia) O príncipe Alfredo tornou-se duque de Edimburgo a 24 de maio de 1866, e sucedeu como duque de Saxe-Coburgo-Gota a 22 de agosto de 1893, tendo passado a residir nesse ducado até à sua morte em 1900. |

#### Filhos de Alfredo, Duque de Edimburgo e da grã-duquesa Maria
| Foto | Nome                                                                    | Nascimento                                               | Morte                                                                               | Notas |
| --- | ----------------------------------------------------------------------- | -------------------------------------------------------- | ----------------------------------------------------------------------------------- | --- |
| | Príncipe Alfredo, depois Príncipe-herdeiro de Saxe-Coburgo-Gota         | 15 de outubro de 1874 Palácio de Buckingham, Londres     | 6 de fevereiro de 1899 Sanatório de Martinnsbrunn, Gratsch, Merano (Meran), Áustria | Houve rumores, embora nunca fundamentados, de que Alfredo se casou em segredo em 1898 com Mabel Fitzgerald (sem descendência). Alfredo sofria de depressão nervosa e, possivelmente de sífilis. Tentou suicidar-se com um tiro na cabeça, e foi enviado para o Schloss Friedenstein em Gota, Alemanha, para recuperar, antes de ser transferido, ainda em estado grave para o Sanatório de Martinnsbrunn em Gratsch perto deMerano a sul do Tirol na Áustria, território que pertence actualmente à Itália, onde acabou por morrer. |
| | Princesa Maria de Edimburgo, depois Rainha da Roménia                   | 29 de outubro de 1875 Eastwell Park, Kent                | 18 de julho de 1938 Sinaia, Roménia                                                 | Casou-se em 1893 com o príncipe Fernando da Roménia (1865–1927), — depois Rei Fernando (1914–1927), de quem teve descendência (3 filhos, 3 filhas): Príncipe-herdeiro Carlos (1893–1953), depois Carlos II da Roménia (1930–40), pai do rei Miguel da Roménia, Princesa Isabel (1894–1956), depois Rainha da Grécia, Princesa Maria (1900–1961), depois Rainha da Jugoslávia e mãe do rei Pedro II da Jugoslávia, Príncipe Nicolau (1903–1978), Príncipe Ileana (1909–1991), e príncipe Mircea (1913–1916).                         |
| | Princesa Vitória Melita depois grã-duquesa Vitória Feodorovna da Rússia | 25 de novembro de 1876 Palácio de San Anton, Malta       | 2 de março de 1936 Amorbach, Baviera, Alemanha                                      | Casou-se em 1894 (1) com o seu primo direito paterno, Ernesto Luís (1868–1937), Grão-duque de Hesse (1892–1918), filho da sua tia, a princesa Alice do Reino Unido, de quem teve descendência (1 filho nado-morto, 1 filha): Princesa Isabel (1895–1903) e um filho nado-morto (1900). O casamento acabou em divórcio em 1901. |
| Casou-se (2) em 1905, com o seu primo direito materno, Cyrill Vladimirovich da Rússia (1876–1938) de quem teve descendência (1 filho, 2 filhas): Maria Kirillovna da Rússia (1907–1951), Kira Kyrillovna da Rússia (1909–1967) e Vladimir Kirillovich da Rússia (1917–1992). | Princesa Vitória Melita depois grã-duquesa Vitória Feodorovna da Rússia | 25 de novembro de 1876 Palácio de San Anton, Malta       | 2 de março de 1936 Amorbach, Baviera, Alemanha                                      | |
| | Princesa Alexandra                                                      | 1 de setembro de 1878 Palácio Rosenau, Coburgo, Alemanha | 16 de abril de 1942 Schwäbisch Hall, Alemanha                                       | Casou-se em 1896 com Ernesto II de Hohenlohe-Langenburg (1863–1950) de quem teve descendência (2 filhos, 3 filhas): Godofredo de Hohenlohe-Langenburg (1897–1960), Maria Melita de Hohenlohe-Langenburg (1899–1967), Alexandra Beatriz de Hohenlohe-Langenburg (1901–1963), Irma de Hohenlohe-Langenburg (1902–1986), e Alfredo de Hohenlohe-Langenburg (16–18 de abril de 1911) Na sua velhice, a princesa Alexandra juntou-se ao Partido Nazi em 1937.                                                                            |
| | Filho nado-morto                                                        | 13 de outubro de 1879 Eastwell Park, Kent, Inglaterra    | 13 de outubro de 1879 Eastwell Park, Kent, Inglaterra                               | Morreu no parto. |
| | Princesa Beatriz                                                        | 20 april 1884 Eastwell Park, Kent, Inglaterra            | 13 de julho de 1966 Sanlúcar de Barrameda, Espanha                                  | Casou-se em 1909 com Afonso, Duque de Galliera (1886–1975), Chefe da Força Aérea Espanhola, de quem teve descendência (3 filhos): Infante Álvaro, Duque de Galliera (1910–1997), Alonso de Orleães (1912–1936) e Araulfo de Orleães (1913–1974). |

### Princesa Helena
A princesa Helena (1846–1923) casou-se com o príncipe Cristiano de Schleswig-Holstein (1831–1917) na capela privada do Castelo de Windsor a 5 de julho de 1866. Teve dois filhos e duas filhas que chegaram à idade adulta e outro dois filhos que morreram com menos de dez dias de idade. A princesa Helena e o príncipe Cristiano não tiveram netos legítimos, apenas uma neta natural que acabou por morrer sem deixar filhos. Tal como outros membros membros da realeza britânica que possuíam títulos alemães (tais como o almirante Luís de Battenberg), a princesa Helena, o príncipe Cristiano e as suas duas filhas deixaram os seus títulos de Schleswig-Holstein em 1917 quando o império britânico e o alemão estavam em guerra.
| O casamento da princesa Helena e do príncipe Cristiano de Schleswig-Holstein |                                 |                                                               |                                                            | |
|                                                                              | Nome                            | Nascimento                                                    | Morte                                                      | Casamento e filhos |
|                                                                              | Princesa Helena                 | 25 de maio de 1846 Palácio de Buckingham, Londres, Inglaterra | 9 de junho de 1923 Schomberg House, Londres, Inglaterra    | Casaram-se a 5 de julho de 1866 no Castelo de Windsor, Windsor, Berkshire. 4 filhos (dos quais 2 sobreviveram ao primeiro mês de vida), 2 filhas (incluindo o duque Alberto, a princesa Helena Vitória de Schleswig-Holstein, e a princesa Maria Luísa de Schleswig-Holstein); 1 neta natural (Valerie Marie zu Schleswig-Holstein, duquesa de Arenberg) ¶ Actualmente, não restam descendentes da princesa Helena e do príncipe Cristiano. A duquesa Valerie Marie morreu sem deixar filhos. |
|                                                                              | Cristiano de Schleswig-Holstein | 22 de janeiro de 1831 Augustenborg, Dinamarca                 | 28 de outubro de 1917 Schomberg House, Londres, Inglaterra | Casaram-se a 5 de julho de 1866 no Castelo de Windsor, Windsor, Berkshire. 4 filhos (dos quais 2 sobreviveram ao primeiro mês de vida), 2 filhas (incluindo o duque Alberto, a princesa Helena Vitória de Schleswig-Holstein, e a princesa Maria Luísa de Schleswig-Holstein); 1 neta natural (Valerie Marie zu Schleswig-Holstein, duquesa de Arenberg) ¶ Actualmente, não restam descendentes da princesa Helena e do príncipe Cristiano. A duquesa Valerie Marie morreu sem deixar filhos. |

#### Filhos da princesa Helena e do príncipe Cristiano de Schleswig-Holstein
| Foto | Nome                                                              | Nascimento                                                     | Morte                                                      | Notas |
| ---- | ----------------------------------------------------------------- | -------------------------------------------------------------- | ---------------------------------------------------------- | --- |
|      | Príncipe Cristiano Vítor de Schleswig-Holstein                    | 14 de agosto de 1867 Castelo de Windsor, Berkshire, Inglaterra | 29 de outubro de 1900 Pretória, África do Sul              | Cristiano Vítor morreu de malária enquanto prestava serviço militar no Exército Real Britânico durante a Guerra dos Bôeres.                                                              |
|      | Príncipe Alberto, depois Duque de Schleswig-Holstein              | 28 de fevereiro de 1869 Frogmore House, Windsor                | 13 de março de 1931 Berlim, Alemanha                       | Sucedeu como chefe da Casa de Oldemburgo em 1921. Nunca se casou, mas teve uma filha natural que se casou duas vezes, Valerie Marie zu Schleswig-Holstein (nascida Schwalb) (1900–1953), |
|      | Princesa Helena Vitória, até 1917: Princesa de Schleswig-Holstein | 3 de maio de 1870 Frogmore House, Windsor                      | 13 de março de 1948 Berkeley Square, Londres, Inglaterra   | Morreu solteira. |
|      | Princesa Maria Luísa, até 1917: Princesa de Schleswig-Holstein    | 12 de agosto de 1872 Cumberland Lodge, Windsor                 | 8 de dezembro de 1956 Berkeley Square, Londres, Inglaterra | Casou-se em 1891 com o ̟príncipe Humberto de Anhalt (1866–1933); sem descendência; o casamento foi dissolvido em 1900.                                                                    |
|      | Príncipe Haroldo de Schleswig-Holstein                            | 12 de maio de 1876 Cumberland Lodge, Windsor                   | 20 de maio de 1876 Cumberland Lodge, Windsor               | Morreu com poucos dias de vida. |
|      | Filho nado-morto                                                  | 7 de maio de 1877                                              | 7 de maio 1877                                             | Morreu no parto. |

### Princesa Luísa
A princesa Luísa (1848–1939), que se casou com John Campbell, 9.º Duque de Argyll
 (1845–1914) em 1871, Foi a única filha da rainha Vitória que não teve filhos. Foi a primeira filha de um monarca britânico a casar-se com um súbdito e não com um membro da realeza desde 1515.
| O casamento da princesa Luísa e John Campbell, Marquês de Lorne | |                                                                 |                                                      | |
|                                                                 | Nome | Nascimento                                                      | Morte                                                | Notas |
|                                                                 | Princesa Luísa | 18 de março de 1848 Palácio de Buckingham, Westminster, Londres | 3 de dezembro de 1939 Palácio de Kensington, Londres | Casaram-se a 21 de março de 1871, na Capela de St. George, no Castelo de Windsor (Berkshire) sem descendência O marquês de Lorne foi membro da Câmara dos Comuns do Reino Unido entre 1868 e 1878 e depois entre 1895 e 1900. Entre 1878 e 1883 foi Governador-geral do Canadá, em nome da sua sogra, a rainha Vitória do Reino Unido. Em 1900, sucedeu como 9º duque de Argyll (e, assim, juntou-se à Câmara dos Lordes). |
|                                                                 | John Douglas Sutherland Campbell, M.P., Marquês de Lorne, depois Governador-geral do Canadá, depois 9º duque de Argyll | 6 de agosto de 1845 Londres                                     | 2 de maio de 1914 Cowes, Ilha de Wight               | Casaram-se a 21 de março de 1871, na Capela de St. George, no Castelo de Windsor (Berkshire) sem descendência O marquês de Lorne foi membro da Câmara dos Comuns do Reino Unido entre 1868 e 1878 e depois entre 1895 e 1900. Entre 1878 e 1883 foi Governador-geral do Canadá, em nome da sua sogra, a rainha Vitória do Reino Unido. Em 1900, sucedeu como 9º duque de Argyll (e, assim, juntou-se à Câmara dos Lordes). |

### Príncipe Artur, Duque de Connaught
O príncipe Artur (1850–1942) casou-se com a princesa Luísa Margarida da Prússia (1860–1917) a 13 de março de 1879 na Capela de St. George no Castelo de Windsor. Tiveram duas filhas e um filho.
Em março de 1911, o sobrinho do duque de Connaught, o rei Jorge V (filho do irmão mais velho do duque, o rei Eduardo VII, que tinha falecido há pouco tempo) nomeou-o como seu representante no cargo de governador-geral do Canadá. Assim, tornou-se o primeiro e, até hoje, o único governador-geral do Canadá de sangue real, apesar de o seu antecessor nesse cargo ter sido o John Campbell, 9.º Duque de Argyll, Marquês de Lorne, o marido de sangue não real da sua irmã Luísa (ver acima). [o filho do rei Jorge, o duque de Gloucester, foi mais tarde governador-geral da Austrália, e o filho do duque de Connaught foi governador-geral da África do Sul. Ver acima e abaixo.]
A filha mais velha do príncipe Artur (e neta da rainha Vitória), a princesa Margarida de Connaught tornou-se princesa-herdeira da Suécia em 1907 depois de se casar com o futuro rei Gustavo VI Adolfo da Suécia em 1905 (no entanto, Margarida morreu antes de o marido se tornar rei).
- O neto da princesa Margarida e do príncipe Gustavo Adolfo, (e trineto da rainha Vitória), o rei Carlos XVI Gustavo da Suécia é o atual rei da Suécia que reina desde 1973. É o filho mais novo e único varão do príncipe Gustavo Adolfo, Duque da Bótnia Ocidental.
- A sua única filha (e bisneta de Vitória), a princesa Ingrid da Suécia casou-se com o rei Frederico IX da Dinamarca (que reinou entre 1947 e 1972) e era mãe da actual rainha Margarida II da Dinamarca e da antiga rainha Ana Maria da Grécia, trinetas da rainha Vitória.
- O seu filho mais novo, o conde Carlos João Bernadotte de Wisborg (1916-2012), foi o último bisneto da rainha Vitória e do príncipe Alberto a morrer.

Rainha Vitória → Príncipe Artur → Princesa Margarida → Príncipe Gustavo Adolfo, Duque da Bótnia Ocidental → Rei Carlos XVI Gustavo
Rainha Vitória → Príncipe Artur → Princesa Margarida →  Princesa Ingrid → Rainhas Margarida II da Dinamarca e Ana Maria da Grécia
Rainha Vitória → Príncipe Artur → Princesa Margarida →  Conde Carlos João Bernadotte
| O casamento de Artur, duque de Connaught, e da princesa Luísa Margarida da Prússia |                                                                                               |                                                               |                                                          | |
|                                                                                    | Nome                                                                                          | Nascimento                                                    | Morte                                                    | Notas |
|                                                                                    | Príncipe Artur, Duque de Connaught e Strathearn Marechal-de-Campo, Governador-geral do Canadá | 1 de maio de 1850 Palácio de Buckingham, Westminster, Londres | 16 de janeiro de 1942 Bagshot Park, Surrey               | Casaram-se a 13 de março de 1879 na Capela de St. George no Castelo de Windsor (Berkshire) 1 filho, 2 filhas 6 netos, 1 neta (incluindo a rainha Ingrid da Dinamarca e o conde Carlos João Bernardotte de Wisborg, (o último bisneto da rainha Vitória a morrer) O duque de Connaught tornou-se marechal-de-campo em 1902 e prestou serviço como Governador-geral do Canadá (em nome do seu sobrinho, o rei Jorge V do Reino Unido) entre 1911 e 1916. |
|                                                                                    | Luísa Margarida da Prússia                                                                    | 25 de julho de 1860 Potsdam, Alemanha                         | 14 de março de 1917 Clarence House, Westminster, Londres | Casaram-se a 13 de março de 1879 na Capela de St. George no Castelo de Windsor (Berkshire) 1 filho, 2 filhas 6 netos, 1 neta (incluindo a rainha Ingrid da Dinamarca e o conde Carlos João Bernardotte de Wisborg, (o último bisneto da rainha Vitória a morrer) O duque de Connaught tornou-se marechal-de-campo em 1902 e prestou serviço como Governador-geral do Canadá (em nome do seu sobrinho, o rei Jorge V do Reino Unido) entre 1911 e 1916. |

#### Filhos do príncipe Artur, Duque de Connaught, e da princesa Luísa Margarida da Prússia
| Foto | Nome                                                            | Nascimento                                                      | Morte                                      | Notas |
| ---- | --------------------------------------------------------------- | --------------------------------------------------------------- | ------------------------------------------ | --- |
|      | Margarida de Connaught                                          | 15 de janeiro de 1882 Bagshot Park, Surrey                      | 1 de maio de 1920 Estocolmo, Suécia        | Casou-se em 1905 com o príncipe Gustavo Adolfo da Suécia (1882–1973) — depois rei Gustavo VI (1950–1973) de quem teve descendentes (4 filhos, 1 filha): Gustavo Adolfo, Duque da Bótnia Ocidental (1906–1947) — pai do rei Carlos XVI Gustavo da Suécia, Siguardo, duque da Uplândia (1907–2002), — depois conde Sigvard Bernadotte de Wisborg Ingrid da Suécia (1910–2000), depois rainha da Dinamarca, mãe da rainha Margarida II da Dinamarca, e mãe da rainha Ana Maria da Grécia, Bertil, Duque da Halândia (1912–1997), e Carlos João, Duque de Dalarna (1916–2012), — depois conde Carlos João Bernadotte de Visburgo e, depois de 2007, último bisneto ainda vivo da rainha Vitória. A princesa Margarida morreu subitamente na festa do 70º aniversário do seu pai de meningite quando estava grávida de oito meses com o sexto filho antes de o seu marido subir ao trono da Suécia. |
|      | Artur de Connaught, Governador-geral da África do Sul (1920–24) | 13 de janeiro de 1883 Castelo de Windsor, Berkshire             | 21 de setembro de 1938 Londres, Inglaterra | Casou-se em 1913 com a princesa Alexandra, 2ª Duquesa de Fife (1891–1959), neta do rei Eduardo VII (tio do marido) e, assim, prima em segundo grau de Artur, de quem teve descendência (1 filho): o príncipe Alastair (1914–1943), depois 2º duque de Connaught. O príncipe Artur foi nomeado terceiro governador-geral da África do Sul em novembro de 1920 e foi sucedido em janeiro de924 por Alexandre de Teck, marido da sua prima, a princesa Alice, Condessa de Athlone (ver abaixo). |
|      | Patrícia de Connaught, depois lady Patricia Ramsay              | 17 de março de 1886 Palácio de Buckingham, Westminster, Londres | 12 de janeiro de 1974 Windlesham, Surrey   | Casou-se em 1919 com o honorável Alexander Ramsay (1881–1972) de quem teve descendência (1 filho): Alexander Ramsay de Mar (1919–2000). A princesa Patrícia renunciou ao seu título de princesa e à forma de tratamento de 'Sua Alteza Real' para se casar, passando então a ser conhecida como lady Patricia Ramsay. (No entanto, manteve o seu lugar na linha de sucessão.) |

### Príncipe Leopoldo, Duque de Albany
O príncipe Leopoldo (1853–1884) casou-se com a princesa Helena de Waldeck e Pyrmont' (1861–1922) a 27 de abril de 1882 na Capela de St. George, no Castelo de Windsor. Tiveram um filho e uma filha. Leopoldo era hemofílico, uma doença que herdou da mãe, e passou grande parte da sua vida como um semi-inválido.
A sua filha, a princesa Alice de Albany casou-se com o príncipe Alexandre de Teck, irmão mais novo da rainha Maria, em 1904 e tornou-se condessa de Athlone quando o marido recebeu o título de conde de Athlone em junho de 1917. Até hoje continua a ser a princesa da família real do Reino Unido que viveu mais tempo e foi também a última neta da rainha Vitória a morrer.
O príncipe Carlos Eduardo, o filho de Leopoldo que nasceu já depois da sua morte, sucedeu ao pai como 2º duque de Albany. Em 1900, Carlos Eduardo sucedeu ao seu tio Alfredo como Duque de Saxe-Coburgo-Gota mas foi obrigado a abdicar do trono após a Revolução Alemã de 1918, tendo posteriormente ocupado altos cargos durante o regime Nazi. Por ter apoiado a Alemanha durante a Primeira Guerra Mundial, perdeu a sua posição como cavaleiro da Ordem da Jarreteira em 1915 e os seus títulos, posições e honras na família real britânica em 1919. É avô do rei Carlos XVI Gustavo da Suécia através da sua filha mais velha, a princesa Sibila.
Rainha Vitória → Príncipe Leopoldo → Príncipe Carlos Eduardo → Princesa Sibila → Rei Carlos XVI Gustavo
| O casamento de Leopoldo, duque de Albany, e da princesa Helena de Waldeck e Pyrmont |                                    |                                                                                |                                                 | |
|                                                                                     | Nome                               | Nascimento                                                                     | Morte                                           | Notas |
|                                                                                     | Príncipe Leopoldo, Duque de Albany | 7 de abril de 1853 Palácio de Buckingham, Westminster, Londres                 | 28 de março de 1884 Cannes, França              | Casaram-se a 27 de abril de 1882 na Capela de St. George do Castelo de Windsor (Berkshire) 1 filho, 1 filha 5 netos, 3 netas |
|                                                                                     | Helena de Waldeck e Pyrmont        | 17 de fevereiro de 1861 Arolsen, Waldeck (am Edersee) (actual Hesse, Alemanha) | 1 de setembro de 1922 Hinteriss, Tirol, Áustria | Casaram-se a 27 de abril de 1882 na Capela de St. George do Castelo de Windsor (Berkshire) 1 filho, 1 filha 5 netos, 3 netas |

#### Filhos de Leopoldo, Duque de Albany, e da princesa Helena
| Foto | Nome                                                                        | Nascimento                                            | Morte                                               | Notas |
| ---- | --------------------------------------------------------------------------- | ----------------------------------------------------- | --------------------------------------------------- | --- |
|      | Princesa Alice de Albany depois Condessa de Athlone                         | 25 de fevereiro de 1883 Castelo de Windsor, Berkshire | 3 de janeiro de 1981 Palácio de Kensington, Londres | Casou-se em 1904 com o príncipe Alexandre de Teck (1874–1957), depois Alexander Cambridge, 1º conde de Athlone, Governador-geral da África do Sul e Governador-geral do Canadá de quem teve descendência (2 filhos, 1 filha): Lady May Abel Smith (1906–1994), Rupert Cambridge, Visconde Trematon (1907–1928) e o príncipe Maurice (março-setembro de 1910) |
|      | Príncipe Carlos Eduardo, Duque de Albany, depois Duque de Saxe-Coburgo-Gota | 19 de julho de 1884 Claremont House, Surrey           | 6 de março de 1954 Coburgo, Alemanha                | ¶ Último duque de Saxe-Coburgo-Gota, 1900-1918. Foi-lhe retirado o ducado de Albany em 1919. Em 1935 juntou-se ao Partido Nacional Socialista dos Trabalhadores Alemães (Partido Nazi) e às SA (Sturmabteilung). Membro do Reichstag, 1937–1945. Casou-se em 1905 com a princesa Vitória Adelaide de Schleswig-Holstein-Sonderburg-Glücksburg (1885–1970) de quem teve descendência (3 filhos, 2 filhas): João Leopoldo, Príncipe Herdeiro de Saxe-Coburgo-Gota (1906–1972), Sibila de Saxe-Coburgo-Gota (1908–1972), depois princesa da Suécia e mãe do rei Carlos XVI Gustavo da Suécia (subiu ao trono em 1973) Umberto de Saxe-Coburgo-Gota (1909–1943), Carolina Matilde de Saxe-Coburgo-Gota (1912–1983), e Frederico Josias de Saxe-Coburgo-Gota (1918–1998). |

### Princesa Beatriz
A princesa Beatriz (1857–1944) casou-se com o príncipe Henrique de Battenberg (1858–1896) a 23 de julho de 1885 na Igreja de St. Mildred, Whippingham na Ilha de Wight. Tiveram três filhos, uma filha (a futura rainha Vitória Eugênia de Espanha), cinco netos (um nado-morto) e três netas. O atual rei de Espanha, Filipe VI, é bisneto de Vitória Eugénia, trineto da princesa Beatriz e quadraneto da rainha Vitória.
Rainha Vitória → Princesa Beatriz → Rainha Vitória Eugênia → Don Juan, Conde de Barcelona → Rei Juan Carlos I de Espanha → Rei Filipe VI
Devido ao sentimento antigermânico que se vivia no Reino Unido durante a Primeira Guerra Mundial, os membros da família Battenberg que eram cidadãos britânicos deixaram os seus títulos de Príncipe e Princesa de Battenberg e as formas de tratamento de Alteza e Alteza Sereníssima. Por mandato real, mudaram o seu apelido para Mountbatten, uma forma anglicizada do nome Battenberg.
| O casamento da princesa Beatriz com o príncipe Henrique de Battenberg |                        |                                                                |                                                                                     | |
|                                                                       | Nome                   | Nascimento                                                     | Morte                                                                               | Casamento e filhos |
|                                                                       | Princesa Beatriz       | 14 de abril de 1857 Palácio de Buckingham, Westminster Londres | 26 de outubro de 1944 Brantridge Park, Sussex                                       | Casaram-se a 23 de julho de 1885, na Igreja de St. Mildred em Whippingham (perto de Osborne House) na Ilha de Wight 3 filhos, 1 filha (Vitória Eugénia de Battenberg, rainha de Espanha) 5 netos (um deles nado-morto), 3 netas (incluindo Don Juan, conde de Barcelona, herdeiro ao trono espanhol entre 1933 e 1969) |
|                                                                       | Henrique de Battenberg | 5 de outubro de 1858 Milão, Itália                             | 20 de janeiro de 1896 A bordo do HMS Blonde, perto de Serra Leoa (África Ocidental) | Casaram-se a 23 de julho de 1885, na Igreja de St. Mildred em Whippingham (perto de Osborne House) na Ilha de Wight 3 filhos, 1 filha (Vitória Eugénia de Battenberg, rainha de Espanha) 5 netos (um deles nado-morto), 3 netas (incluindo Don Juan, conde de Barcelona, herdeiro ao trono espanhol entre 1933 e 1969) |

#### Filhos da princesa Beatriz e do príncipe Henrique de Battenberg
| Foto | Nome                                                                                                | Nascimento                                                       | Morte                                                  | Notas |
| ---- | --------------------------------------------------------------------------------------------------- | ---------------------------------------------------------------- | ------------------------------------------------------ | --- |
|      | Príncipe Alexandre de Battenberg, depois sir Alexander Mountbatten, primeiro Marquês de Carisbrooke | 23 de novembro de 1886 Castelo de Windsor, Berkshire, Inglaterra | 23 de fevereiro de 1960 Palácio de Kensington, Londres | Em 1917, o príncipe Alexandre tornou-se sir Alexander Mountbatten. A 7 de novembro de 1917, recebeu os títulos de Marquês de Carisbrooke, Conde de Berkhampsted e Visconde Launceston. Casou-se em 1917 com lady Irene Denison (1890–1956) de quem teve descendência (1 filha): lady Iris Mountbatten (1920–1982). |
|      | Princesa Vitória Eugénia de Battenberg, depois rainha de Espanha                                    | 24 de outubro de 1887 Castelo de Balmoral, Aberdeenshire Escócia | 15 de abril de 1969 Lausana, Suíça                     | Casou-se em 1906 com o rei Afonso XIII de Espanha (1886–1931) de quem teve descendência (5 filhos, 2 filhas): Afonso, Príncipe das Astúrias (1907–1938), Jaime, Duque de Segóvia (1908–1975), Beatriz de Espanha (1909–2002), Príncipe Fernando (nado-morto 1910), Maria Cristina de Espanha (1911–1996), Juan, Conde de Barcelona (1913–1993) — herdeiro aparente e pai do rei Juan Carlos da Espanha, e Gonçalo de Espanha (1914–1934) — hemofílico, morreu de hemorragia em consequência de acidente de carro.                      |
|      | Príncipe Leopoldo de Battenberg, depois lord Leopold Mountbatten                                    | 21 de maio de 1889 Castelo de Windsor, Berkshire, Inglaterra     | 23 de abril de 1922 Palácio de Kensington, Londres     | Tal como o seu irmão mais velho, renunciou ao seu título de príncipe de Battenberg e à forma de tratamento deSua Alteza e tornou-se sir Leopold Mountbatten, quando se tornou cavaleiro da grã-cruz da Real Ordem Vitoriana. Por decreto real publicado em novembro de 1917, recebeu a forma de tratamento e precedência atribuídos a filhos mais novos de marqueses e tornou-se Lord Leopold Mountbatten. Era hemofílico e morreu de uma hemorragia sofrida depois de uma operação ao joelho. Nunca se casou nem deixou descendentes. |
|      | Maurício de Battenberg                                                                              | 3 de outubro de 1891 Castelo de Balmoral, Aberdeenshire, Escócia | 27 de outubro de 1914 Ypres, Bélgica                   | Morreu em combate durante a Primeira Guerra Mundial. Nunca se casou nem deixou descendentes. Foi o último neto da rainha Vitória e do príncipe Alberto. |